# Emmy Albus
Emmy Albus (Barmen, Wuppertal; 13 de diciembre de 1911-Berlín, 20 de septiembre de 1995) fue una atleta alemana especializada en la prueba de relevo 4 × 100 metros, en la que consiguió ser campeona europea en 1938.

## Carrera deportiva
De 1934 a 1936 participó en dos récords mundiales del relevo de 4 x 100 metros. En el Campeonato Europeo de Atletismo de 1938 ganó la medalla de oro en los relevos de 4 x 100 metros, llegando a meta en un tiempo de 46.8 segundos, por delante de Polonia (plata) e Italia (bronce).
Inicialmente perteneció al club deportivo Barmer TV 1846 Wuppertal hasta 1936, luego al SC Charlottenburg. Después de la Segunda Guerra Mundial, partió hacia SSV Wuppertal 04, que luego se fusionó con Wuppertaler SV en 1954. Durante su tiempo de competencia, medía 1,72 m de altura y pesaba 57 kg. En 1956 se casó con el velocista Walter Liersch.

### Participación internacional destacada
- Juegos Olímpicos de Berlín 1936: relevos de 4 x 100 metros: eliminada en la final después de perder el testigo (récord mundial en el período previo); carrera de 100 metros: 6º puesto (12,3 s)
- Campeonato Europeo de Atletismo 1938: 1º puesto con el relevo de 4 x 100 metros (46,8 s: Josefine Kohl, Käthe Krauss, Emmy Albus, Ida Kühnel); carrera de 100 metros: sexto puesto (12,4 s)

### Récords en carrera de relevos de 4 x 100 metros
- 48,7 s, récord alemán; 10 de junio de 1934, Wittenberg (Emmy Albus, Käthe Krauß, Marie Dollinger, Ilse Dörffeldt)
- 47,5 s, récord europeo; 24 de junio de 1934, Lennep (Emmy Albus, Käthe Krauß, Marie Dollinger, Ilse Dörffeldt)
- 46,5 s, récord mundial; 21 de junio de 1936, Colonia (Käthe Krauß, Emmy Albus, Marie Dollinger, Grete Winkels)
- 46,4 s, récord mundial, 8 de agosto de 1936, Berlín (preliminar a los Juegos Olímpicos; Emmy Albus, Käthe Krauß, Marie Dollinger, Ilse Dörffeldt)